# Wave Hill Walk-off
Der Wave Hill Walk-off, auch Gurindji-Strike genannt, begann am 23. August 1966, als 200 Stockmen (Viehtreiber) der Aborigines der Gurindji ihre Arbeit in der Wave Hill Station im australischen Northern Territory niederlegten. Die Gurindji kamen in den Verhandlungen unter Führung von Vincent Lingiari über Löhne und Arbeitsbedingungen mit dem international agierenden britischen Fleischkonzern Vestey Brothers zu keinem Ergebnis.
Diese australische Streikbewegung, die aus sozialen Gründen und als Arbeitskampf entstand, entwickelte sich im weiteren Verlauf zu einer der bedeutendsten Landrechtsbewegungen Australiens, die historische Veränderungen für die Aborigines einleitete. Der Kampf um die Rechte der Gurundji dauerte sieben Jahre.

## Lage

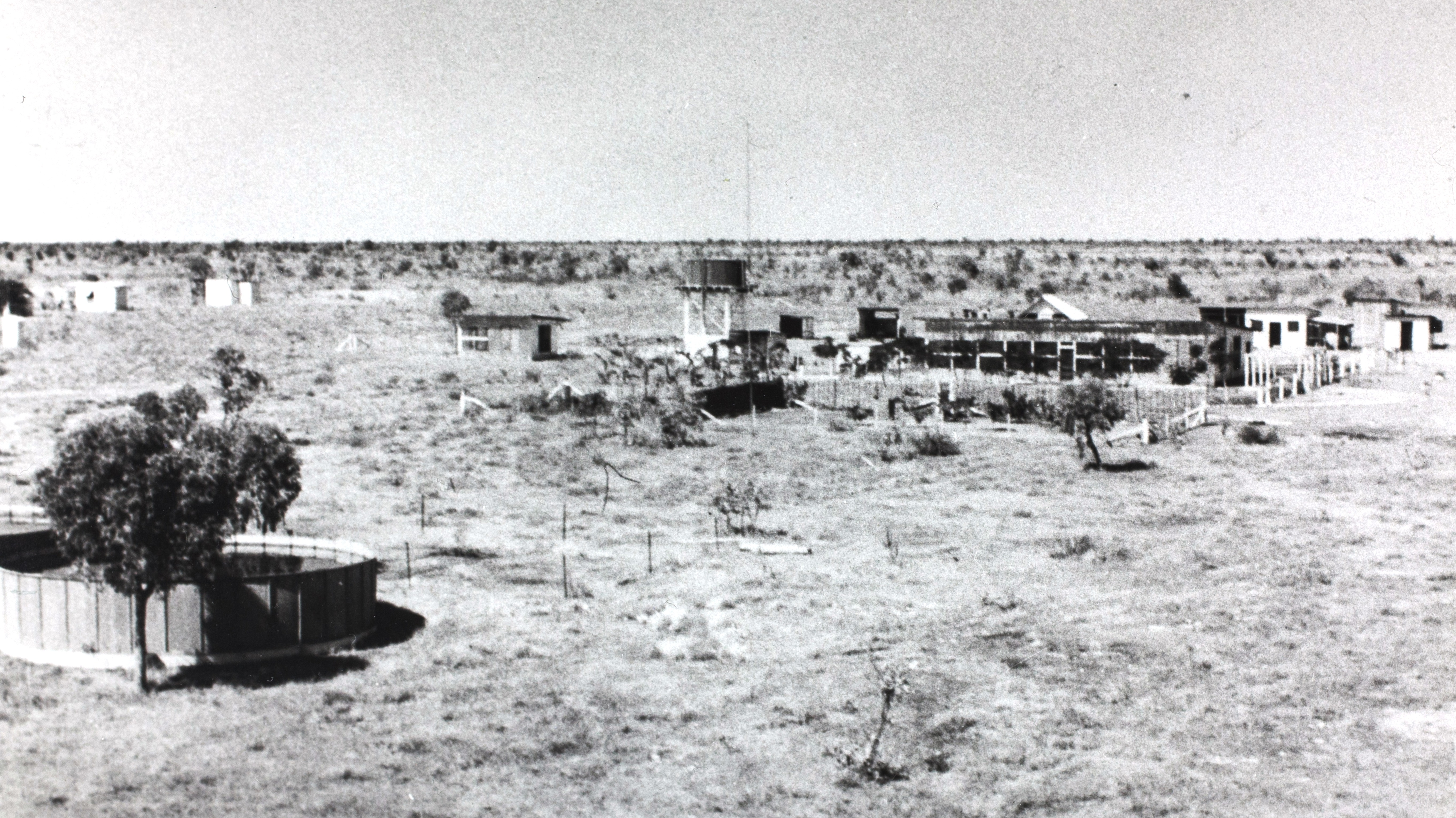
Das Bild zeigt die Wave Hill Station mit Gebäuden, die der Unterbringung und Bewirtschaftung dienen. Die Viehstation liegt in einem flachen Gelände, das typisch für das Northern Territory ist. Im Vordergrund ist vermutlich ein Wasser-Reservoir zu sehen, das dem Vieh dient

Das Gebiet der Wave Hill Station, die auch Wave Hill Cattle Station genannt wird, liegt im Victoria River District im Northern Territory in einem flachen trockenen Gelände. Die genannte Wave Hill Station  befindet sich etwa 600 km südlich von Darwin.
Gemeinschaften der Gurindji auf ihren Gelände befinden sich in Kalkaringi und Daguragu. Kalkaringi kann ohne Erlaubnis (Permit) aufgesucht werden. Kalkaringi liegt am Buntine Highway zwischen Top Springs und Halls Creek. Daguragu befindet sich acht Kilometer nördlich von Kalkaringi. Besucher von Daguragu benötigen eine Erlaubnis von den traditionellen Eigentümern, die vom Central Land Council ausstellt wird. In beiden Orten leben etwa 700 Personen.

## Vorgeschichte
Die Gurindji lebten seit mehreren zehntausenden von Jahren auf diesem Land, als im Jahr 1883 die britische Kolonialverwaltung 3.000 km² an den Entdeckungsreisenden und Viehzüchter Nathaniel Buchanan übereignete. 1884 begann Buchanan die Viehzucht mit 1.000 Rindern. Zehn Jahre später weideten auf dem Land 15.000 Rinder und 8.000 Bullen. 1914 verkaufte die Familie von Buchanan die Wave Hill Station an Vestey Brothers (heute Vestey Holding).

## Soziale Lage
Trotz der Enteignung ihres angestammten Landes entschieden sich die Gurindji zu bleiben. Sie mussten sich, um zu überleben, als Arbeitskräfte in der australischen Viehwirtschaft im Norden Australiens andienen. Sie hatten keine andere Wahl. Für ihre Arbeitsleistungen erhielten sie von 1913 bis 1953 Rationen von Essen, Mehl, Tabak und Bekleidung als Lohnersatz. Weiße Stockman wurden entlohnt und zur Zeit des Streiks waren die Löhne der Weißen 50 % höher als die der Aborigines. Die Viehindustrie im Norden Australiens billigte den Aborigines lediglich Minimallöhne im Jahr 1953 zu. Es waren zehn Shilling je Monat. Erst im Jahr 1959 wurde eine Entlohnung auch für alle beschäftigen Aborigines im Northern Territory wie auch Lohngruppen und weitere arbeitsrechtliche Regelungen festgelegt.
Ein Bericht aus dem Jahr 1946 wies nach, dass Aborigines-Kinder unter 12 Jahren illegal in der Viehindustrie beschäftigt wurden. Es gab für sie keine entsprechende Unterbringung und keine ausreichende Verpflegung. Genannt wurden in dem Bericht auch Fälle von Missbrauch und Zwangsprostitution, ebenso Prostitution für Essensrationen und Bekleidung. Für diesen Personenkreis gab es keine sanitären Anlagen, keine Möglichkeit Abfall zu beseitigen und kein sicheres Trinkwasser.

## Streikaktionen

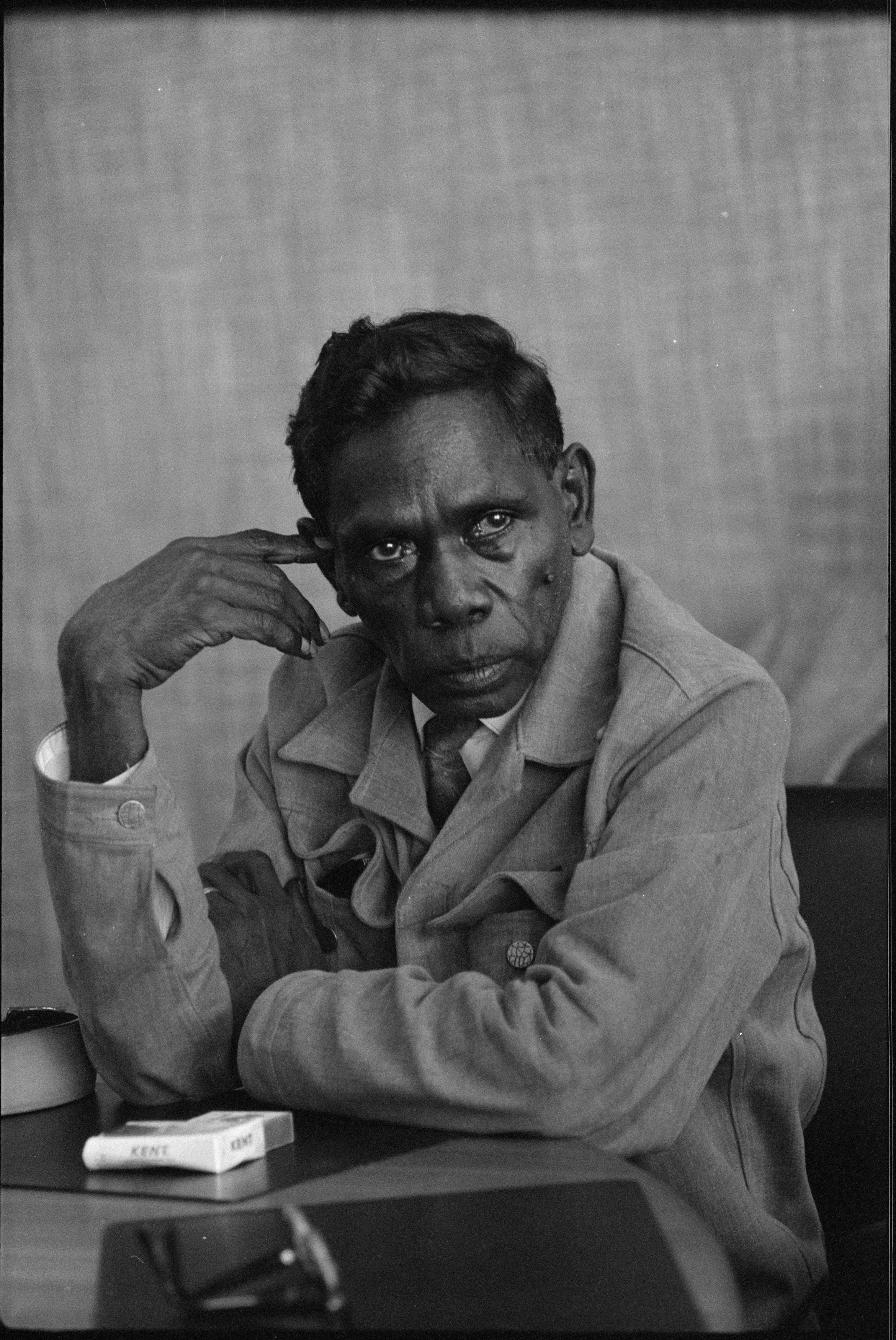
Der Elder der Gurindji Mick Ragiari (1971)

Im Vorfeld des Streiks zur Bezahlung von Löhnen gab es hitzige Diskussionen. Nach der Arbeitsniederlegung fanden Konsultationen mit den Gurindji und North Australian Workers Union und dem Northern Territory Council for Aboriginal Rights statt, die kein Ergebnis erbrachten. Daraufhin kehrten die Stockman nicht zur Arbeit zurück. Gegen die Lohnforderungen wandten die Viehzüchter ein, dass jede Erhöhung der Löhne schrittweise erfolgen müsste, da dies den Aborigines helfen würde, sich entsprechend „anzupassen“. Die Kommission stimmte zwar einer Lohnerhöhung zu, verschob die Umsetzung jedoch um drei Jahre. Den Viehzüchtern brachte diese Verzögerung eine geschätzte Kosteneinsparung von sechs Millionen US-Dollar.
Die australischen Gewerkschaften und Teile der politischen Parteien wie die Australian Labor Party und die Communist Party of Australia unterstützten den Streik. 1971 überreichte beispielsweise die Waterside Workers Federation, eine der größten australische Gewerkschaften, AUD 10.000 als Unterstützung an den Elder der Gurindji Mick Rangiar in Sydney.

## Landrechte
Die Aborigines mussten neben den niedrigen Löhnen und ihrer sozialen Lage erleben, wie das System der europäischen Viehwirtschaft die Natur veränderte. Ihre traditionellen Lebensformen, unter denen sie entsprechend ihres Aborigines Law lebten, gingen verloren, auf ihre kulturellen Stätten wurde nicht geachtet.
Im April 1967 brachen die Gurindji ihr Camp an der Wave Hill Station ab und bauten es 20 Kilometer entfernt bei Daguragu (Wattie Creek) auf. Damit zeigten die Gurinji, dass ihre Bindungen zur Viehstation Wave Hill Station aufgelöst waren. Die Gemeinschaft der Aborigines wollten näher an ihre kulturellen Standorte heran, auf ihrem Land leben und wohnen. Zudem befand sich dort aus eine nicht versiegende Trinkwasserquelle.
Kurz darauf schickte die Gurindji-Gemeinschaft eine Petition an den zuständigen Generalgouverneur von Australien Richard Casey, Baron Casey, ein Brite, und sie schlug vor, dass er 1.300 km² um Daguragu an die Gurundji verpachten sollte und diese kooperativ bewirtschaftet werden sollte, die Regelungen über das Land sollte hinsichtlich der Landwirtschaft und des Bergbaus gelten. Diesen Vorschlag lehnte der Generalgouverneur im Juni 1967 ab. Dennoch blieben die Gurindji auf Daguragu, obwohl das nach australischem Recht eine illegale Besetzung auf dem 15.000 km² großen Land der Vestey Brothers war. In den folgenden sieben Jahren reichten die Gurindji zahlreiche Petitionen bei der Administration im Northern Territory und bei der Australischen Regierung in Canberra ein. Alle wurden abgelehnt.
Bewegung kam in die Angelegenheit als die Australian Labor Party im Jahr 1972 die Wahl gewann, denn diese hatte Regelungen über die Landrechte der Aborigines zugesichert. Im März 1973 wurde die bestehende Pacht der Wave Hill Station in zwei neue Besitzer aufgeteilt, in die Murramulla Gurindji Company und Vestey Brothers. Im August 1975 kam der amtierende Premierminister Gough Whitlam nach Daguragu und überreichte symbolisch ein kleines Stück Erde von Land der Gurindji an den Streikführer Lingiari mit folgenden Worten:

„Vincent Lingiari, I solemnly hand to you these deeds as proof, in Australian law, that these lands belong to the Gurindji people“. (Deutsch: „Vincent Lingiari, ich überreiche Ihnen dieses Stück Land feierlich als Beweis dafür, dass dieses Land nach australischem Recht dem Volk der Gurindji gehört.)“

Die Gurindji erhielten im Jahr 2020, nach 54 Jahren, ihr Land in Form eines Native Title über 5.500 km² zurück. Dieser Rechtstitel sichert neben der Landnutzung den Erhalt ihrer kulturellen Stätten, auch die Nutzung bzw. Verwertung von Bodenschätzen zu.

## The Unlucky Australians

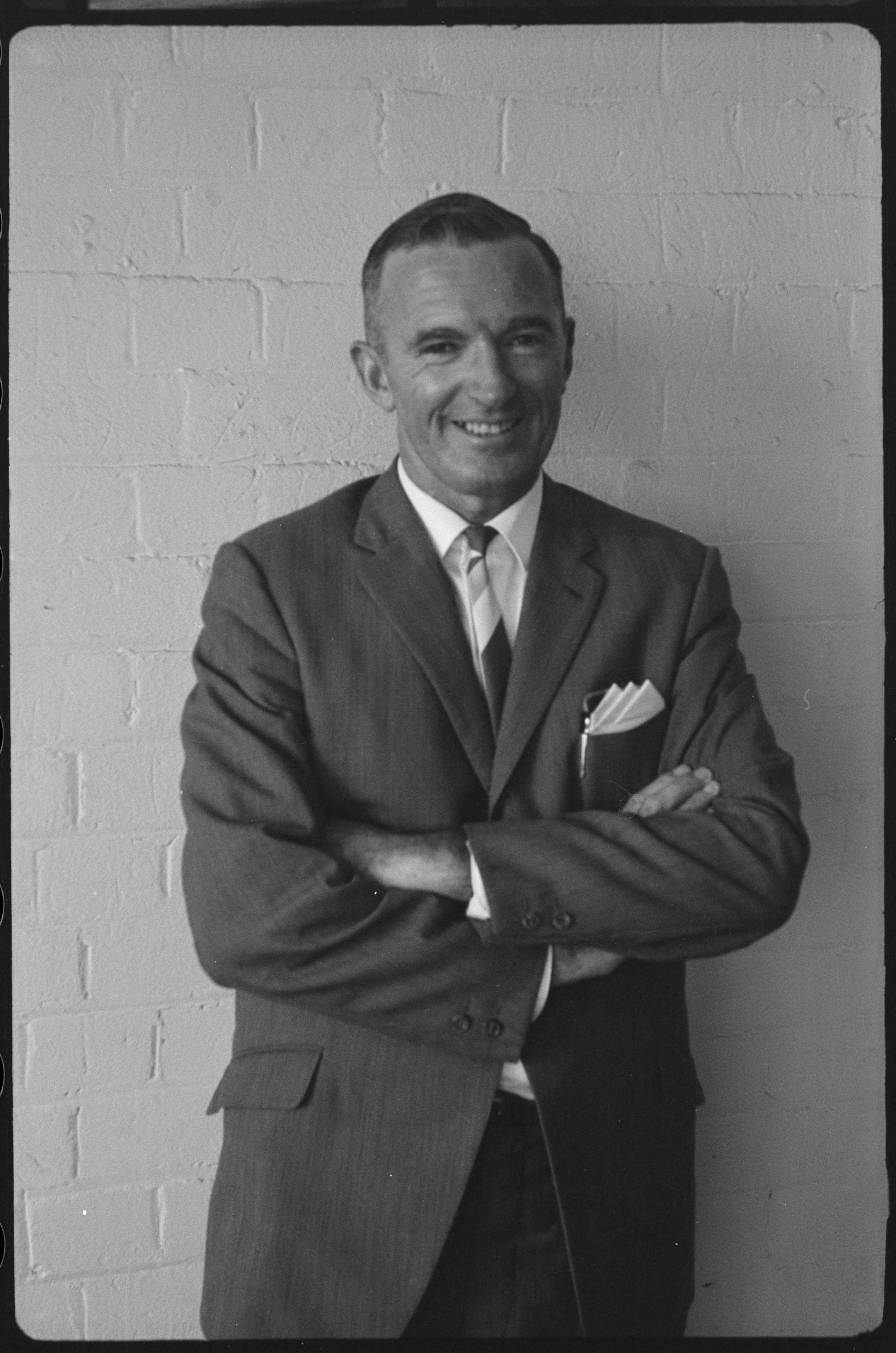
Frank Hardy (1965)

Frank Hardy (1917–1994) war ein australischer Autor, Journalist, Politiker und Kommunist, der unmittelbaren und langjährigen Kontakt mit den streikenden Gurindji hatte. Er unterstützte und beriet sie insbesondere beim Ausarbeiten von verschriftlichten Außenkontakten.
Hardy verfasste das Buch „The Unlucky Australians“ („Die unglücklichen Australier“) über das Leben der Gurindji, das die Grundlage für ein gleichnamiges Video und einen Dokumentarfilm bildete. In dem TV-Film war Hard der Hauptdarsteller, in dem der John Goldsmith (1943) Regie führte.
- Buch: The Unlucky Australia. One Day Hill. Camberwell, Australien 2006, ISBN 0-9757708-3-7 (englisch)
- Video: Frank Hardy. The Unlucky Australians,  auf Youtube (englisch)
- Film: The Unlucky Australians (englisch)

## Nachwirken
Im Jahr 2007 wurde die 20 Kilometer lange Wegstrecke von der Wave Hill Station bis zur Siedlung Daguragu, auf der die Gurindji Wave Hill Station verließen, in die nationale australische Denkmalliste eingetragen.